# 어장 (음식)

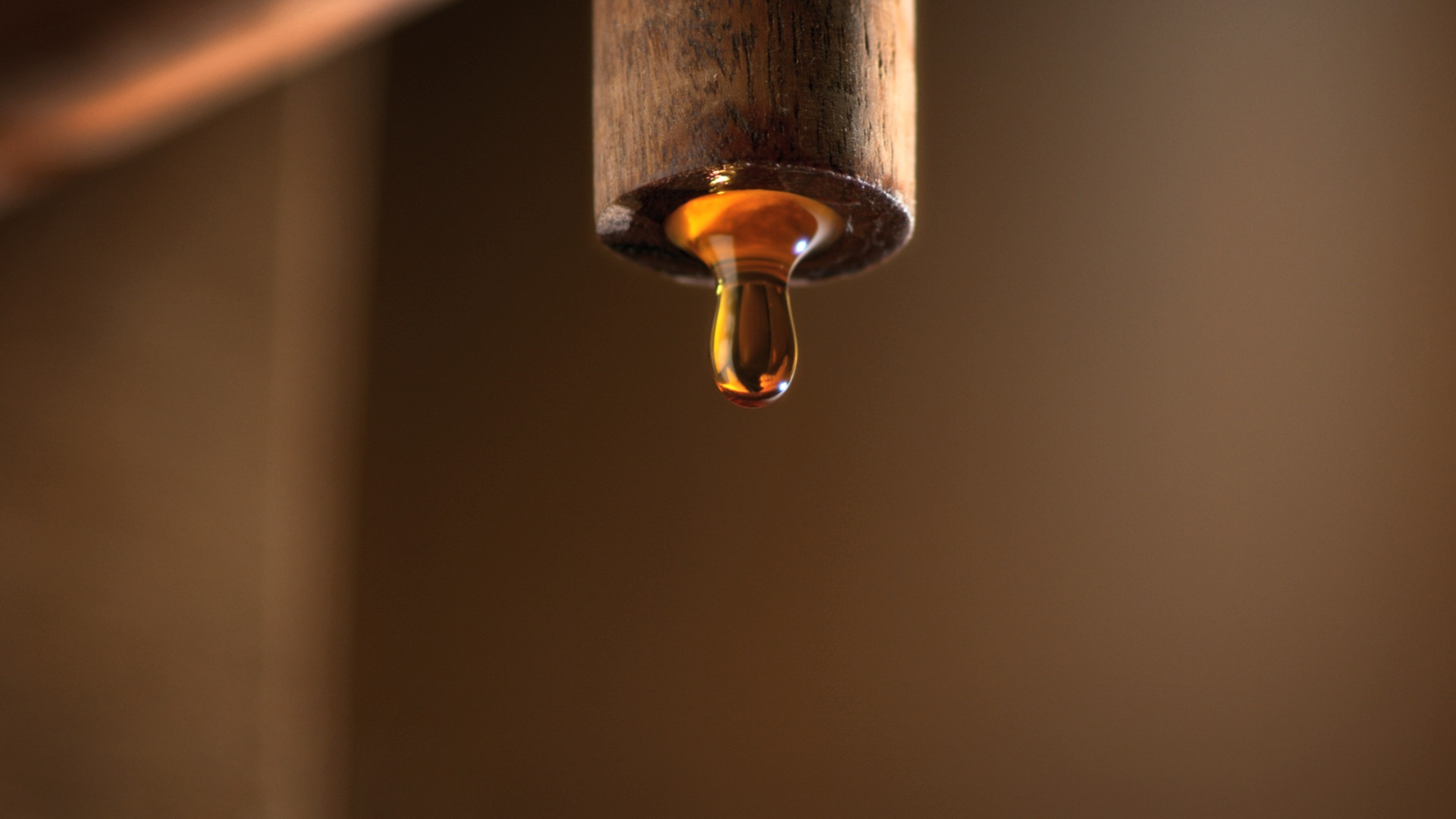
어장

어장(魚醬)은 생선을 바닷소금에 절여 발효시켜 만드는 액체 장이다. 피시 소스(영어: fish sauce)라고도 부른다. 국가와 문화권, 역사에 따라 다양한 이름으로 불린다. 어장은 베트남, 라오스, 캄보디아, 타이, 필리핀 등 동남아시아 지역의 요리에서 주로 사용되며, 음식에 간을 맞출 때 쓰거나 여러 가지 요리를 찍어 먹는 소스를 만들 때 쓴다. 한국의 액젓도 어장의 일종이며, 제주도에서는 액젓의 일종인 어간장을 담가 먹는다. 중국 남부 지방에서는 어장이 조리용 기름이나 국물 요리, 찜 요리 재료로 사용되기도 한다.

## 종류
어장은 날생선이나 말린 생선으로 만들며, 오직 한 가지 생선 종을 이용해서 만들기도 하고 여러 가지 생선으로 만들기도 한다.

### 동남아시아
동남아시아의 어장은 주로 멸치와 소금, 물을 사용해 만드는데, 향이 강하기 때문에 희석해 사용하기도 한다. 멸치와 소금을 나무 상자 안에 넣고 발효하는 동안, 서서히 눌려서 짠맛 나는 생선 액이 흘러나오게 된다. 동남아시아의 어장은 흔히 요리 양념으로 쓰며, 음식을 찍어 먹는 소스에 쓰이기도 한다.

#### 베트남
베트남식 어장은 느억 맘(베트남어: nước mắm / 渃𩻐)이라 불리며, 주로 바닷물고기(멸치, 고등어, 전갱이 등)를 사용해 만든다. 푸꾸옥 지역과 판티엣 지역의 어장이 유명하다. 어장을 넣어 만든 딥인 느억 쩜은 짭짤하고 약간 달다. 주재료는 어장과 물과 설탕인데, 라임이나 고추가 들어가면 신맛과 매운맛도 난다. 건더기 없이 국물만 쓰는 느억 맘과 달리, 맘(베트남어: mắm)은 건더기를 함께 먹는 음식인데, 느억 맘이 액젓과 비슷하다면 맘은 육젓과 비슷하다.

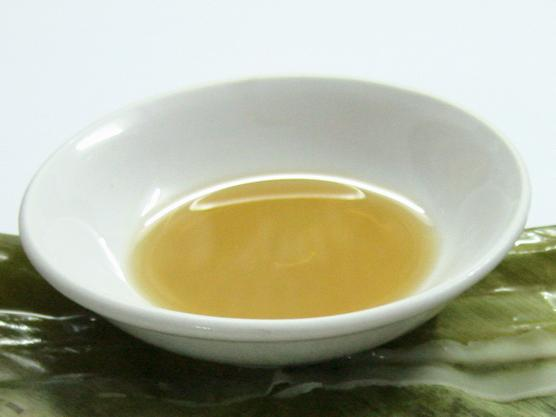
느억 맘

#### 미얀마
미얀마에서 어장은 응안 뱌 예(버마어: ငံပြာရည်)라고 불린다.

#### 인도네시아·말레이시아
어장을 인도네시아에서는 크찹 이칸(인도네시아어: kecap ikan)으로, 말레이시아에서는 소스 이칸(말레이어: sos ikan)으로 부른다. 반고체 어장은 인도네시아에서는 트라시라고 부르며, 주로 젓새우나 생선으로 만든다. 말레이시아의 반고체 어장인 블라찬은 크릴로 만든다.

#### 캄보디아
캄보디아에서 어장은 뜩 뜨러이(크메르어: ទឹកត្រី)라고 부른다. 반고체 어장은 쁘라혹(크메르어: ប្រហុក)이라 부른다.

#### 태국·라오스
어장은 태국에서는 남 쁠라(태국어: น้ำปลา)로, 태국의 이산 지역과 라오스에서는 남 빠(라오어: ນໍ້າປາ)로 불린다. 주로 멸치로 만드는데, 그 외에도 정어리, 태국고등어 등으로도 만든다. 호박색 액체로, 베트남식 어장보다 짜고 향이 강하다. 남 쁠라는 태국식 딥인 남 프릭의 재료로 쓰인다. 남 프릭에는 어장, 라임 즙, 새눈고추가 들어가는 것이 기본이지만, 그 외에도 마늘 등 여러 가지 재료를 넣을 수 있다. 맑은 어장인 남 쁠라와 달리, 쁠라 라(태국어: ปลาร้า)는 생선을 밀기울이나 쌀겨와 함께 염장 발효시킨 것이다. 베트남의 맘과 비슷하다. 타이의 이산 지역과 라오스에서 주로 먹는 비슷한 음식은 빠 댁(라오어: ປາແດກ, 이산어: ปาแดก)이라 부른다.

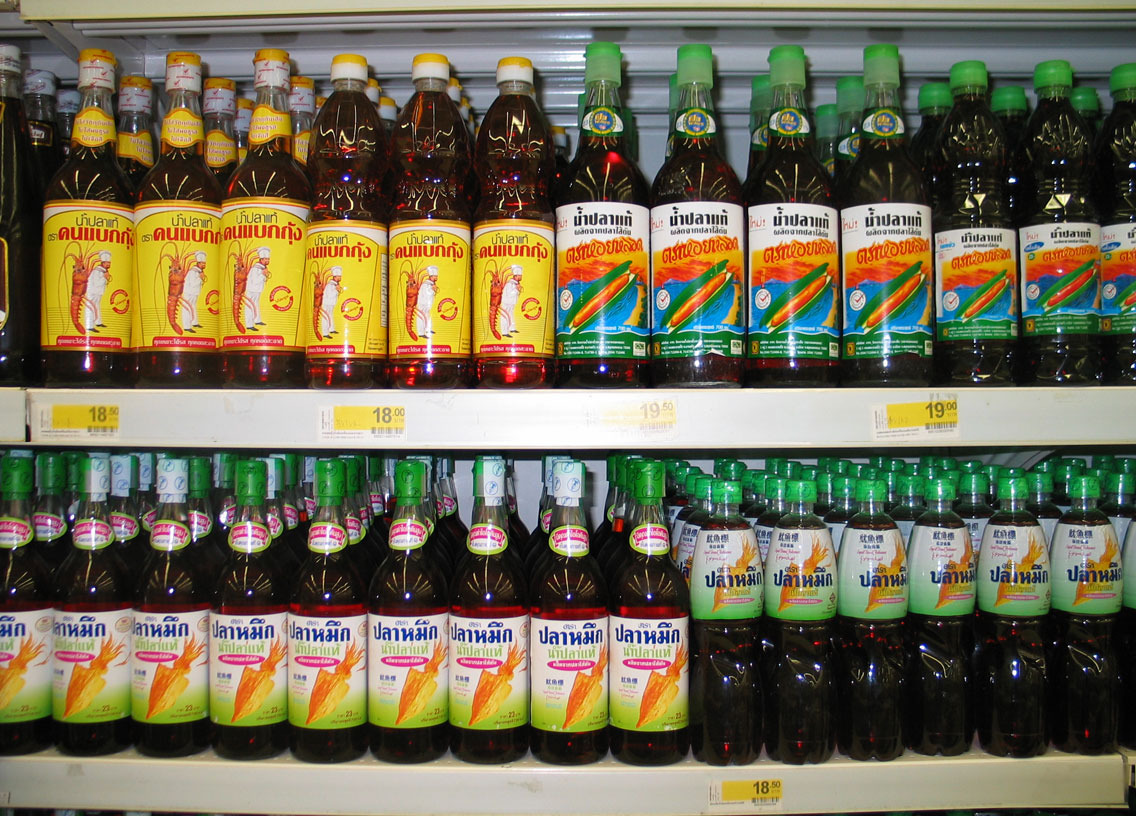
남 쁠라

#### 필리핀
필리핀에서 어장은 파티스(타갈로그어: patis)라고 불린다. 반고체 어장인 바구옹(타갈로그어: bagoong)과 함께 만들어지며, 재료로 멸치, 갈고등어, 양초선홍치, 주둥치, 양쥐돔, 망둑어, 청어, 페르카 등이 쓰인다.

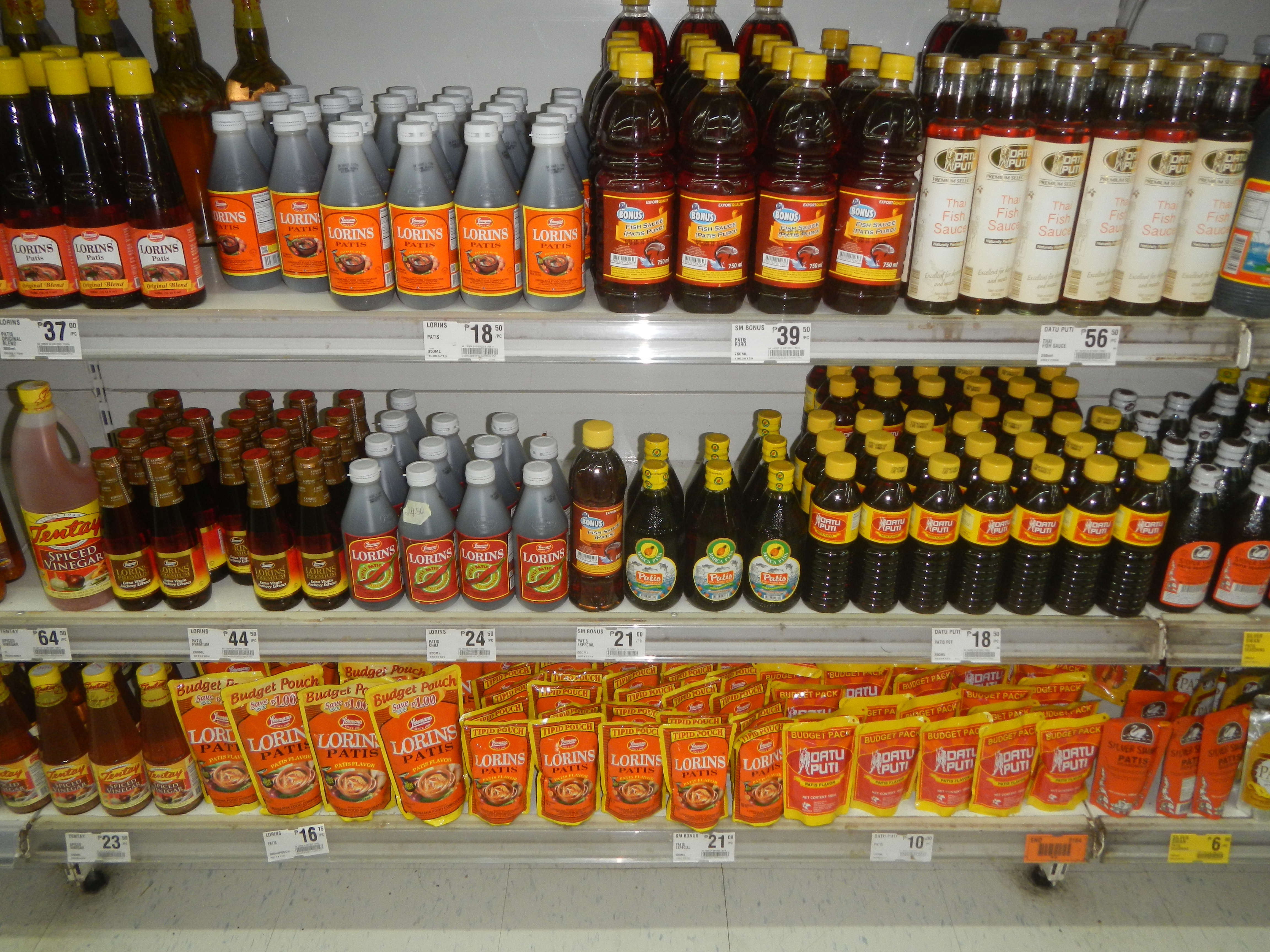
파티스

### 동아시아

#### 중국
어장을 중국어로는 위루(중국어: 鱼露), 광둥어로는 위로우(광둥어: 魚露)라고 부르며, 민어로는 하유(중국어: 蝦油)라고 부른다. 인도네시아와 말레이시아에 사는 화교들도 중국식 어장을 사용해 요리한다.

#### 한국
까나리액젓이나 멸치액젓 같은 한국의 액젓도 어장으로 볼 수 있다. 한국의 액젓은 주로 까나리와 멸치로 만들고, 김치를 담글 때 쓰인다. 제주도의 어간장은 주로 고도리(고등어 새끼)와 전갱이같은 등 푸른 생선으로 만든다.

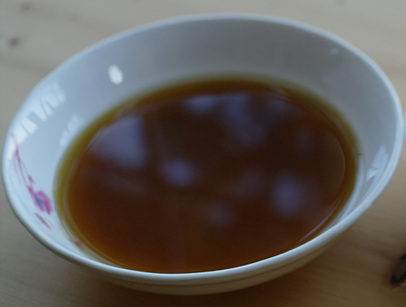
멸치액젓
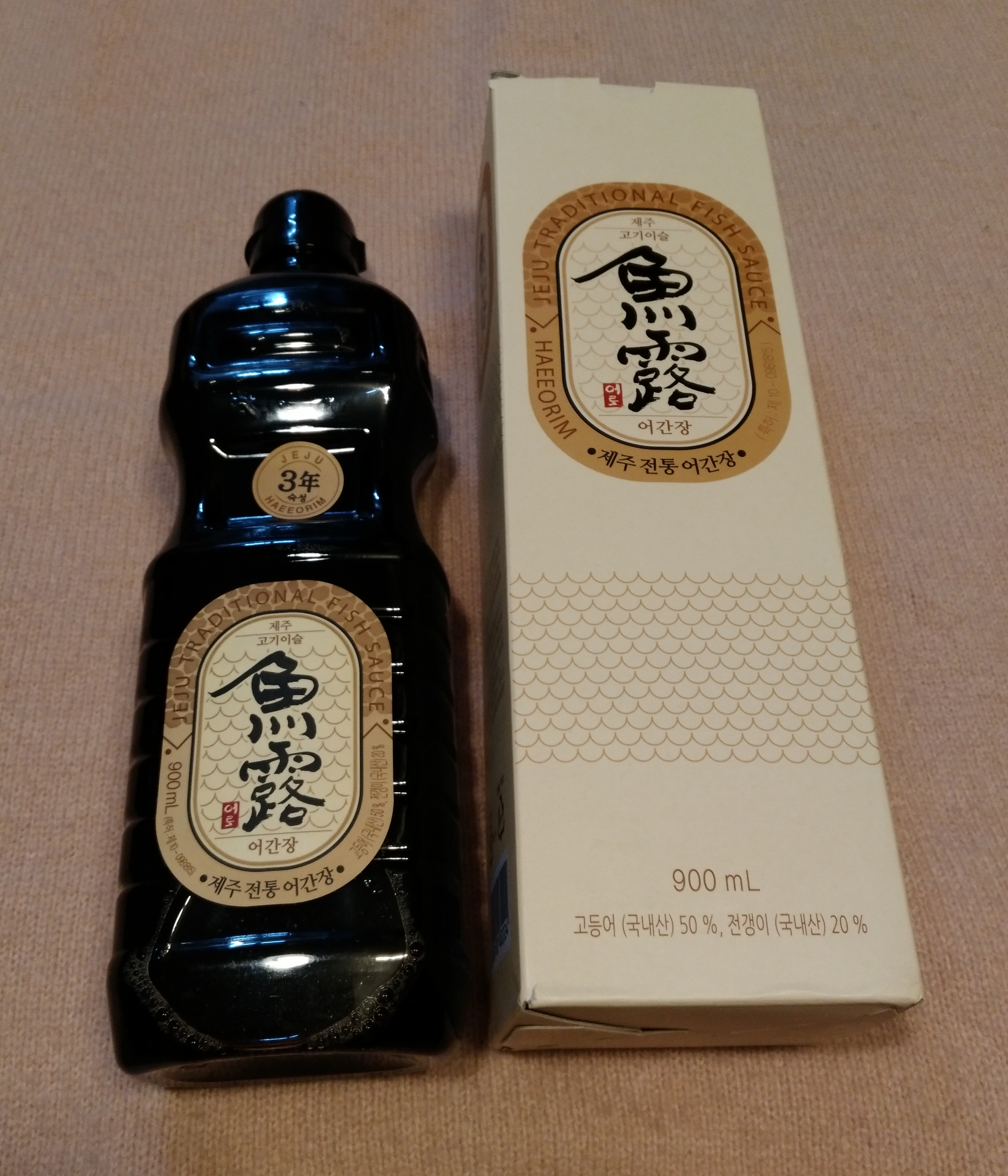
어간장

### 기타
페니키아, 고대 그리스, 고대 로마, 카르타고, 비잔티움 제국 등에서 가룸이라는 어장을 사용했다.

## 같이 보기
- 두장
- 젓갈